# Делчо Сугарев
Делчо Тодоров Сугарев е български архитект, доцент, член на Върховния съвет на Международната федерация на архитектите пейзажисти (1937), член-кореспондент на Международния комитет за исторически градини и пейзажи (1977), член на Международната академия на градините и пейзажа в Рим (1977).

## Биография
Делчо Сугарев е роден на 22 декември 1905 г. в гр. Самоков. Син е на кюстендилския учител Тодор Христов Сугарев (1.1.1870 – 22. Х.1927). Негови братя са Здравко Сугарев и Стефан Сугарев.
Завършва Кюстендилската гимназия през 1924 и едва 19-годишен заминава за Париж, където учи архитектура във Висшата специална школа по архитектура при Анри Прос и Огюст Пере и се дипломира през 1930 г. През 1933 г. завършва Академията на Лувъра по история на изкуството, римска и византийска археология, а през 1936 г. – дипломация в Института за висши социални науки при Парижкия университет.
Доцент при Висшия институт за архитектура и строителство (от 1951). През 1963 – 1970 г. е професор по градоустройство на Държавния университет в Рабат (Мароко).
Проектира градоустройствени планове, архитектурни и архитектурно-художествени обекти, паркове, участва в конкурси. Автор (в колектив) на градоустройствените планове на Кюстендил и село Шишковци (1938), Дупница, Благоевград и Сандански (1945), Ловеч, Плевен, Бургас и Русе (1946 – 1948), архитектурните планове на минералната баня в Благоевград (1952), стадион „Васил Левски" в София (1953), българския павилион на Международното изложение в Париж (1937), фонтана пред Софийските минерални бани (1956), правителствения парк „Бояна" (1956), реконструкцията на Градската градина в София (1960), парк „Заимов" (1961), фонтана на централния площад в Пловдив (1962), градоустройствено и архитектурно-художественото оформяне на правителствения център Ифран (Мароко) (1963 – 67). Автор на проект за реконструкция и разширение на Централния парк в Рабат (Мароко, 1969), площад и паметник на Христо Ботев във Враца (1962 – 67 в колектив), архитектурно-художествен мемориален и парков ансамбъл „Ботев път" (1973 – 75), „Парка на свободата" (1948, в колектив), парк „Кайлъка" – Плевен (1950, в колектив), „Крайморски парк" – Бургас (1952, в колектив), Национален парк „Витоша" (1955, в колектив) и др.
Носител на орден „Кирил и Методий" I ст. (1977) и „НРБ" II ст. (1985).